# Amir El-Falaki
Amir El-Falaki (né le 21 août 1973 à Copenhague) est un chanteur danois, principalement connu membre du groupe Toy-Box.
Amir est d'origine Marocaine, et parle danois, anglais, arabe, et français.
Dans les années 1990, il fonde avec Anila Mirza le groupe Toy-Box, actif entre 1999 et 2001. Depuis la séparation du groupe, il a repris sa carrière de professeur de dance, et travaille comme chorégraphe pour clips musicaux, et comme entraineur des pom-pom girls du FC Copenhague.